# Metanolová aféra

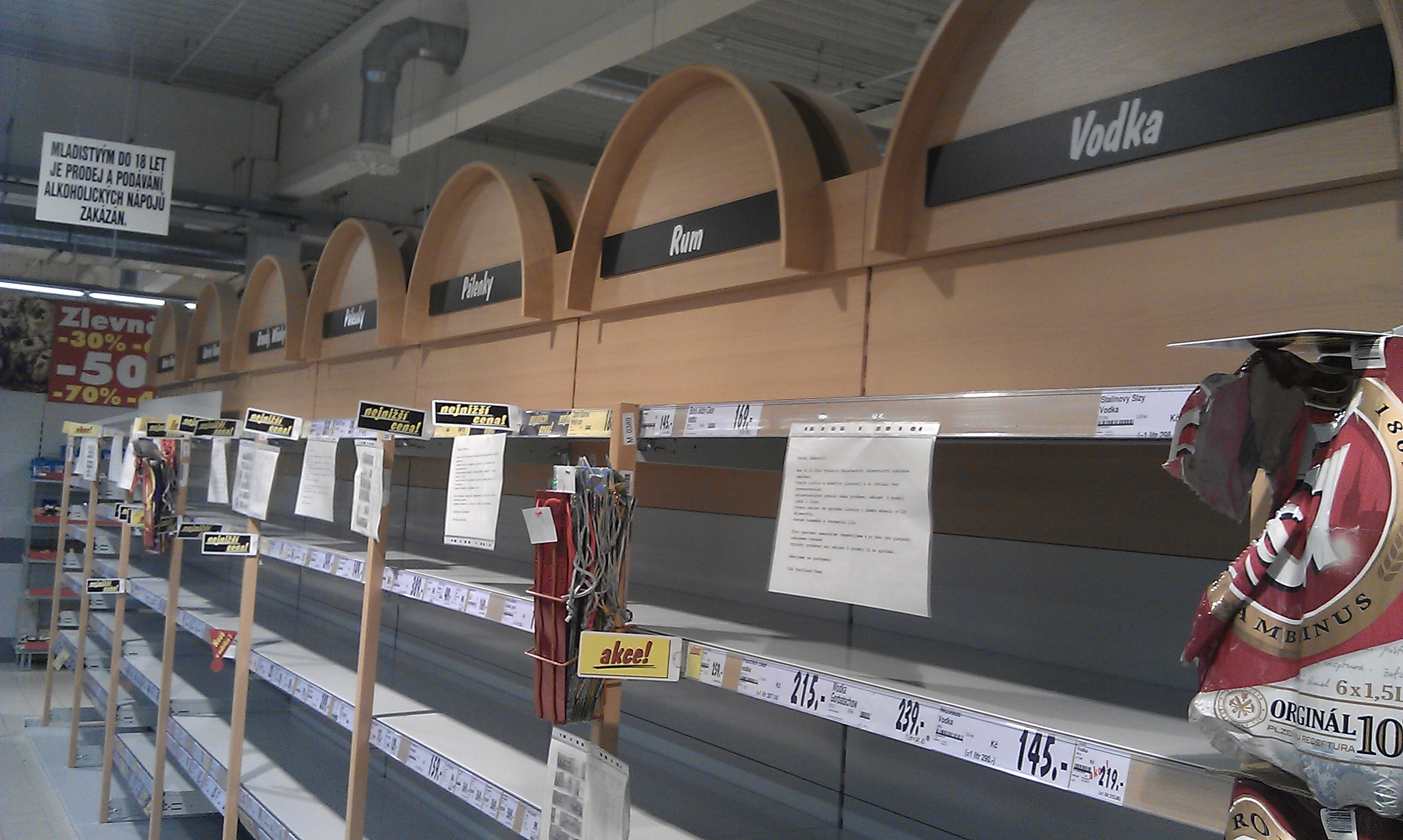
Prázdné regály v supermarketu po vyhlášení prohibice

Jako metanolová aféra nebo též metanolová kauza, methanolová kauza či kauza metanol se označuje událost započatá v září roku 2012, kdy v Česku a Polsku došlo k sérii otrav metanolem. Do 3. září 2013 na otravu zemřelo 47 občanů České republiky, tři občané Polské republiky a desítky dalších byly hospitalizovány; mnozí lidé utrpěli trvalé poškození zraku. Toto číslo však nebylo konečné kvůli tomu, že množství jedovatého metanolu stále kolovalo mezi lidmi. Proto se i po hlavní vlně otrav stále objevovaly nové oběti.
Policejní pátrání vyústilo v případ s největším počtem obviněných v dějinách české kriminalistiky. Po 18 dnech od první otravy policie 24. září 2012 oznámila, že kriminalisté objevili zdroj jedovatého metanolu. Metanol podle nich pocházel z ČR, byl řádně zakoupený a dodaný do opavské firmy, odkud putoval na černý trh. Policie také zadržela trojici hlavních podezřelých: obchodníka z Podkopné Lhoty Jiřího Vaculu, slovenského občana Rudolfa Fiana a tuzemce Tomáše Křepelu, majitele firmy z obce Řitka. Muži údajně dobře věděli, že namíchali „smrtící koktejl“. Fian byl obviněn z obecného ohrožení a Křepela byl stíhán za pomoc k trestnému činu. 12. října obvinila policie z obecného ohrožení třetího muže, distributora ze Zlínska, který smrtící směs namíchanou v Opavě dále šířil. Dne 4. února 2015 potvrdil Vrchní soud v Olomouci doživotní tresty odnětí svobody pro Rudolfa Fiana a Tomáše Křepelu, Dne 30. března 2018 potom tyto tresty potvrdil i Nejvyšší soud.

## Vývoj událostí
První případ dvou zemřelých v Havířově oznámila karvinská policie 6. září 2012. Policie následně našla jedovatý alkohol v některých stáncích v Havířově-Šumbarku jako byl stánek u budovy na adrese Slovenského národního povstání 616/7 nebo u zastávky MHD „Havířov, Šumbark, mateřská škola“ v Anglické ulici. Vláda zřídila 12. září krizový štáb a téhož dne Ministerstvo zdravotnictví vyhlásilo mimořádné opatření v podobě plošného zákazu stánkového prodeje alkoholických nápojů s obsahem alkoholu větším než 30 %. V pátek 14. září večer vyhlásilo ministerstvo zdravotnictví mimořádné opatření spočívající v úplném zákazu prodeje, nabízení a distribuce alkoholických nápojů s obsahem alkoholu od 20 %. V té době měly jedovaté nápoje na svědomí už 19 obětí a cca 30 lidí bylo v nemocnicích v různém stádiu otravy metanolem. Ne všichni otrávení metanolem nalitým z koupené lahve se ale otrávili nápojem, který byl v této lahvi prodán.
Dne 24. září policie oznámila, že zná zdroj metanolu: „Víme, jak se jedovatý metanol dostal na český trh i odkud pochází. Víme, kdo tu směs namíchal, kdo dodal suroviny. Odhadujeme, že v oběhu mezi lidmi je až 15 tisíc litrů tohoto závadného alkoholu,“ oznámil policejní prezident Martin Červíček.
Dne 25. prosince, den po Štědrém večeru, zemřeli v příhraniční oblasti po požití českého alkoholu tři polští občané.

## Prohibice

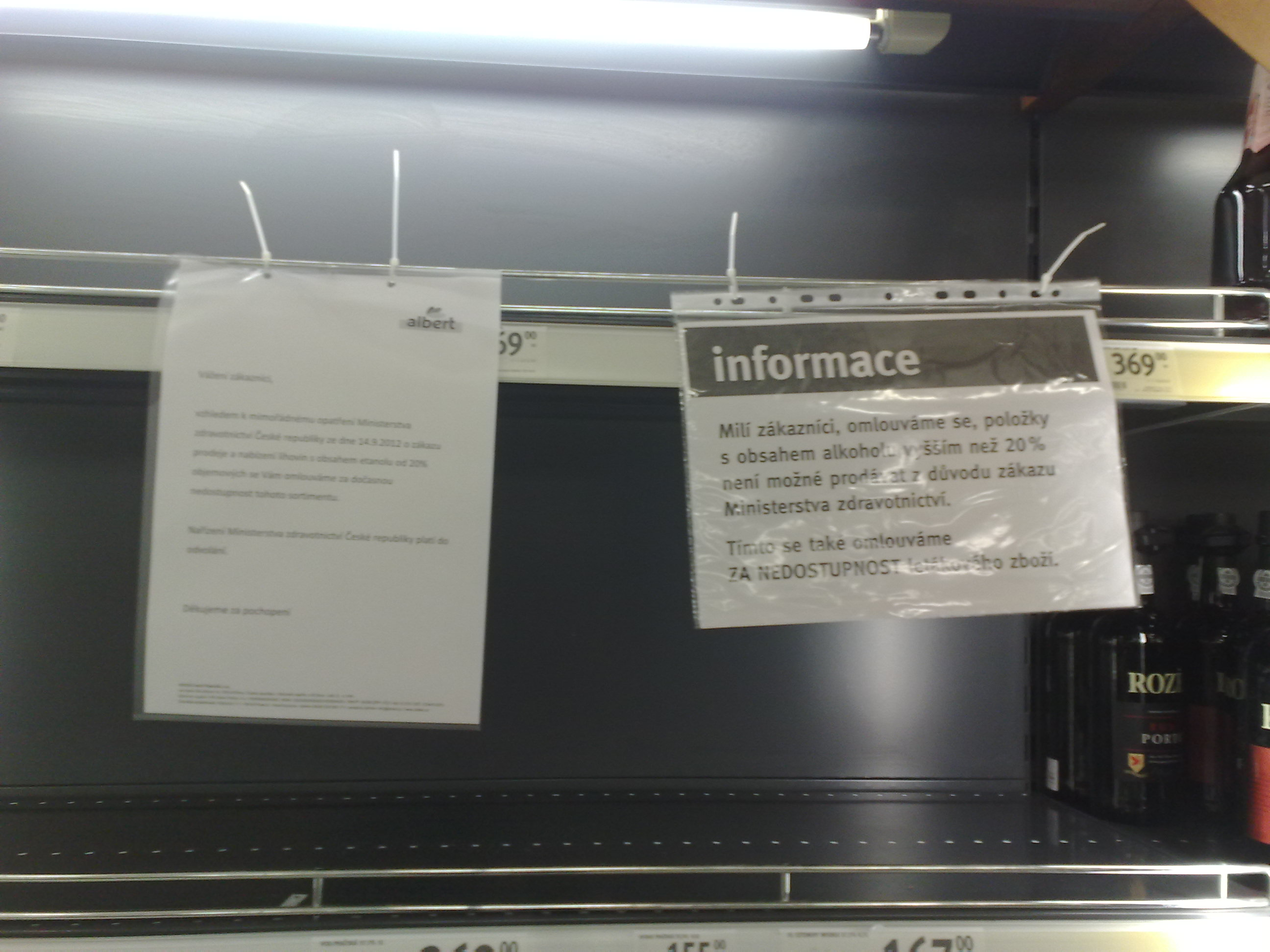
Důsledky prohibice v obchodním řetězci Albert v Ústí nad Labem

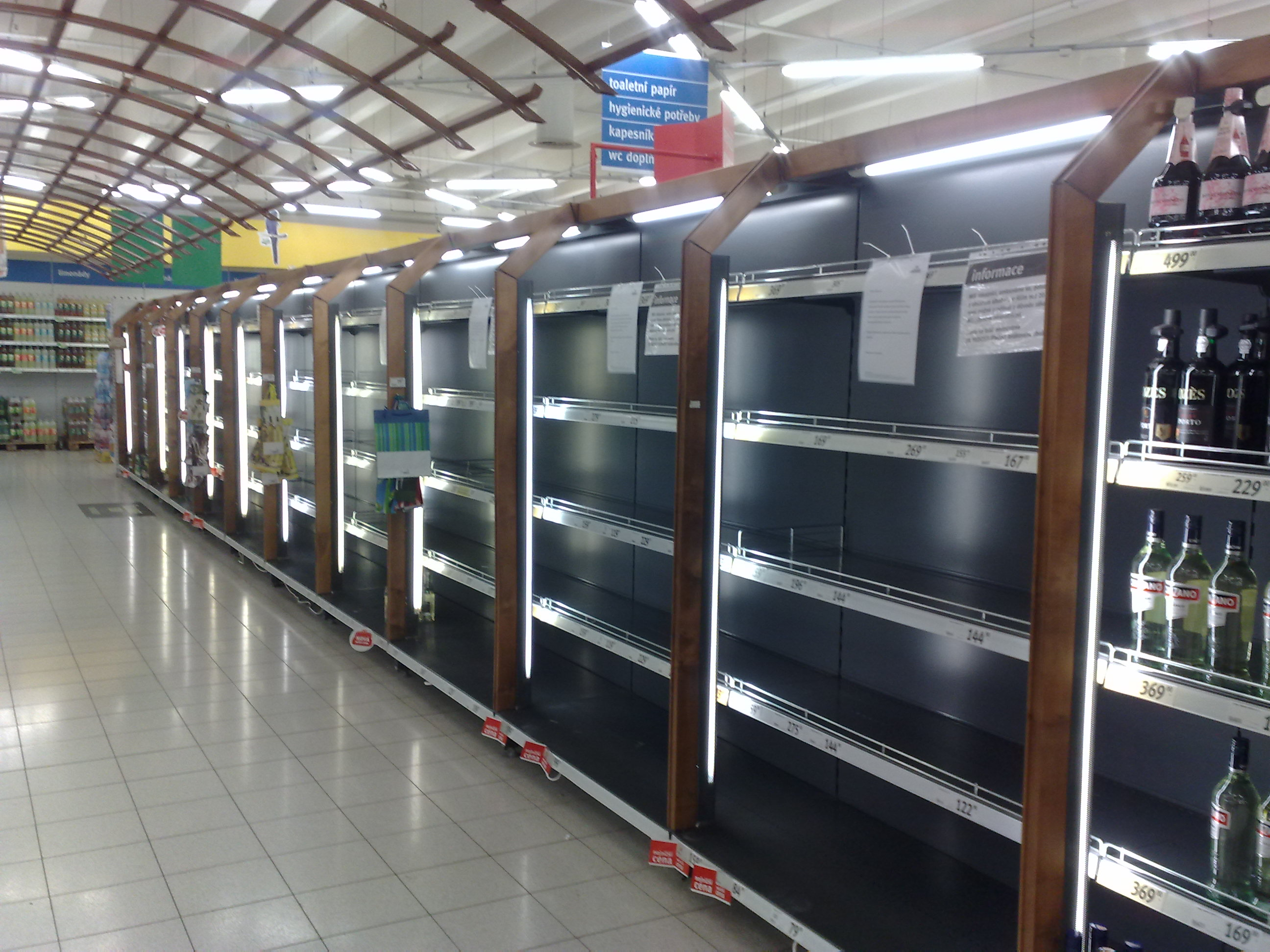
Důsledky prohibice v obchodním řetězci Albert v Ústí nad Labem

Zavedená prohibice zakazovala veškerý prodej a nabízení alkoholu na českém území a původně neomezovala export. V reakci na kauzu v neděli 16. září hlavní polský hygienik s okamžitou platností pro celé Polsko na měsíc zakázal obchodování s více než dvacetiprocentním alkoholem vyrobeným v Česku, v úterý 18. září podobně reagovalo také Slovensko. Tentýž den rozhodla Rada pro rozhlasové a televizní vysílání, že vysílání reklamy na zakázané lihoviny je po dobu prohibice nelegální. Dne 20. září 2012 zakázal český ministr zdravotnictví Leoš Heger (TOP 09) distribuci a vývoz lihovin o obsahu větším než 20 procent včetně tuzemáku a konzumního lihu mimo území ČR. Důvodem byla hrozba, že zákaz vývozu uplatní Evropská unie. V takovém případě by zrušení zákazu dle tvrzení Ministerstva zdravotnictví mohlo být složitější. Prohibice byla zmírněna 27. září 2012, kdy byl povolen prodej těch zakázaných lihovin, které byly vyrobeny nejpozději 31. prosince 2011; tvrdý alkohol vyprodukovaný po tomto datu mohl být prodáván pouze v případě, že k němu jeho dodavatel zajistil doklad o původu použitého lihu.

## Léčba otravy metanolem
Otravy metanolem se běžně léčí užitím etanolu. Norský toxikolog Erik Hovda přivezl do Česka jako dar 30 balení (150 dávek) fomepizolu, který se snáze aplikuje, účinkuje rychleji a s méně vedlejšími účinky. Ministerstvo zdravotnictví poté uvedlo, že plánuje nakoupit další dávky fomepizolu. Hovda, který seznámil české lékaře také s novou metodou rozboru krve, po návratu do Norska podle některých médií prohlásil, že české úřady situaci nezvládají a že vyhlášení prohibice situaci dále komplikuje. Později to však dementoval.

## Vyšetřování a soudní proces
Policie České republiky do 11. listopadu 2012 v souvislosti s kauzou obvinila 61 osob. Policistům hodně pomohl jeden z dvojice hlavních podezřelých, který se při výslechu nejen přiznal, ale s vyšetřovateli maximálně spolupracoval.
Někteří z obviněných podle policie obchodovali s pančovaným alkoholem ve větším rozsahu. Mezi obviněnými byl dále např. provozovatel obchodu, který prodával alkohol pančovaný jím nebo jeho dodavatelem. Tento muž, který alkohol míchal v garáži nedaleko zlínského sídliště Jižní Svahy, byl obviněn mj. z trestného činu ohrožování zdraví závadnými potravinami z nedbalosti, s horní hranicí trestní sazby 8 let vězení. Řada dalších zadržených byla stíhána jen pro nedbalostní trestné činy, jejichž kvalifikace se však může změnit na zločiny úmyslné, tedy s tvrdší sazbou.
Policie prováděla kontroly prodejen a vzorků, její činnost koordinoval speciální policejní tým nazvaný Metyl pod vedením náměstka policejního prezidenta Václava Kučery. Kontroly zintenzivnila i Státní zemědělská a potravinářská inspekce, hygienická služba, Česká obchodní inspekce a Celní správa České republiky.
Dne 21. května 2014 vynesla zlínská pobočka Krajského soudu v Brně nepravomocné rozsudky nad deseti obviněnými v hlavní větvi metanolové aféry: dva byli odsouzeni k doživotnímu vězení, zbylých osm k trestům od 8 do 21 let. Dne 4. února 2015 potvrdil Vrchní soud v Olomouci doživotní tresty odnětí svobody pro Rudolfa Fiana a Tomáše Křepelu za namíchání otravné směsi ethanolu a methanolu. Následně 30. března 2018 potvrdil doživotní tresty odnětí svobody pro Fiana i Křepelu i Nejvyšší soud.
V květnu 2024 byl z vězení propuštěn Jiří Vacula, který se podílel na distribuci otráveného alkoholu.

## Odraz v kultuře
Metanolovou aférou se zabýval dokumentární film Lukáše Kokeše Pančovaná republika (2013) z cyklu Český žurnál.
V dubnu roku 2018 uvedla Česká televize dvoudílný televizní film Metanol zachycující průběh aféry.